# Free Soil Party
Il Free Soil Party (traducibile in "Partito del Suolo Libero") fu un partito politico attivo degli Stati Uniti d'America nelle elezioni presidenziali del 1848 e del 1852. Lo scopo principale era quello di opporsi alla diffusione della schiavitù nei territori dell'Ovest, sostenendo che uomini liberi su territori liberi costituivano un sistema moralmente ed economicamente superiore alla schiavitù. Il partito si oppose alla schiavitù in molti Stati federati e cercò di modificare le leggi che in alcuni Stati come l'Ohio discriminavano i neri.

## Storia

### La clausola Wilmot Proviso e la nascita

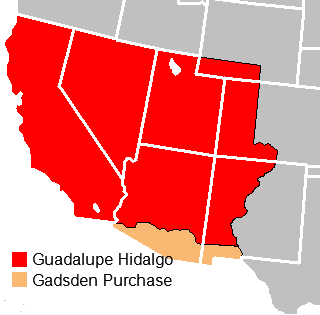
I Free Soilers cercarono di escludere la schiavitù dalla Cessione Messicana (in rosso), che era stata acquisita dal Messico con il Trattato di Guadalupe Hidalgo del 1848

Dopo l'annessione del Texas nel 1845, il presidente James Polk iniziò i preparativi per una potenziale guerra con il Messico, che considerava ancora il Texas parte della sua repubblica e riuscì a convincere il Congresso a dichiarare la guerra. Nell'agosto del 1846 il presidente James K. Polk chiese al Congresso di stanziare 2 milioni di dollari nella speranza di utilizzare quel denaro come acconto per l'acquisto dell'Alta California in un trattato con il Messico. Durante il dibattito sul disegno di legge di bilancio, il rappresentante democratico David Wilmot della Pennsylvania propose un emendamento noto come Wilmot Proviso, che avrebbe vietato la schiavitù in qualsiasi territorio di nuova acquisizione. Sebbene ampiamente favorevoli alla guerra, Wilmot e alcuni altri democratici del nord contrari alla schiavitù erano sempre più arrivati a considerare Polk favorevole agli interessi del sud, in parte a causa della decisione di Polk di scendere a compromessi con il Regno Unito sulla spartizione dell'Oregon.
La clausola passò alla Camera con il sostegno sia dei Whig del nord che dei Democratici del nord, rompendo il normale schema di divisione politica nei voti del Congresso ma fu bocciata al Senato, dove i sudisti controllavano una quota proporzionalmente più alta di seggi.
Nonostante il fallimento della legge si riuscirono a convogliare sotto un nuovo partito membri antischiavisti del Partito Whig chiamati "Conscious Whigs" e del Partito Democratico che formarono nell'estate del 1848.
Nel febbraio del 1848 i diplomatici messicani e statunitensi raggiunsero un accordo, redatto nel Trattato di Guadalupe Hidalgo, che prevedeva la cessione della California del nord e del Nuovo Messico. Sebbene molti senatori avessero delle riserve sul trattato, il Senato lo approvò nel febbraio 1848. Il tentativo del senatore John M. Clayton di raggiungere un compromesso sullo status della schiavitù nei territori fu sconfitto alla Camera, garantendo che la schiavitù sarebbe stato un tema scottante nelle elezioni del 1848.

### Barnburners e Hunkers
I Barnburners erano la fazione più radicale del Partito Democratico di New York a metà del diciannovesimo secolo. Il termine barnburner deriva dall'idea di qualcuno che avrebbe bruciato il proprio fienile per sbarazzarsi di un'infestazione di topi, in questo caso, coloro che avrebbero distrutto il Partito Democratico per la questione della schiavitù. Si opposero all'estensione della schiavitù, all'espansione del debito pubblico e al potere delle grandi corporazioni. Erano guidati dall'ex presidente Martin Van Buren e da suo figlio John, e nelle elezioni presidenziali del 1848 fuggirono dal partito, rifiutandosi di sostenere il candidato presidenziale Lewis Cass e unendosi invece ad altri gruppi contro la schiavitù, principalmente l'Abolitionist Liberty Party e alcuni Whigs anti-schiavisti nel New England e nel Midwest superiore per formare il Free Soil Party.

### Elezioni presidenziali del 1848

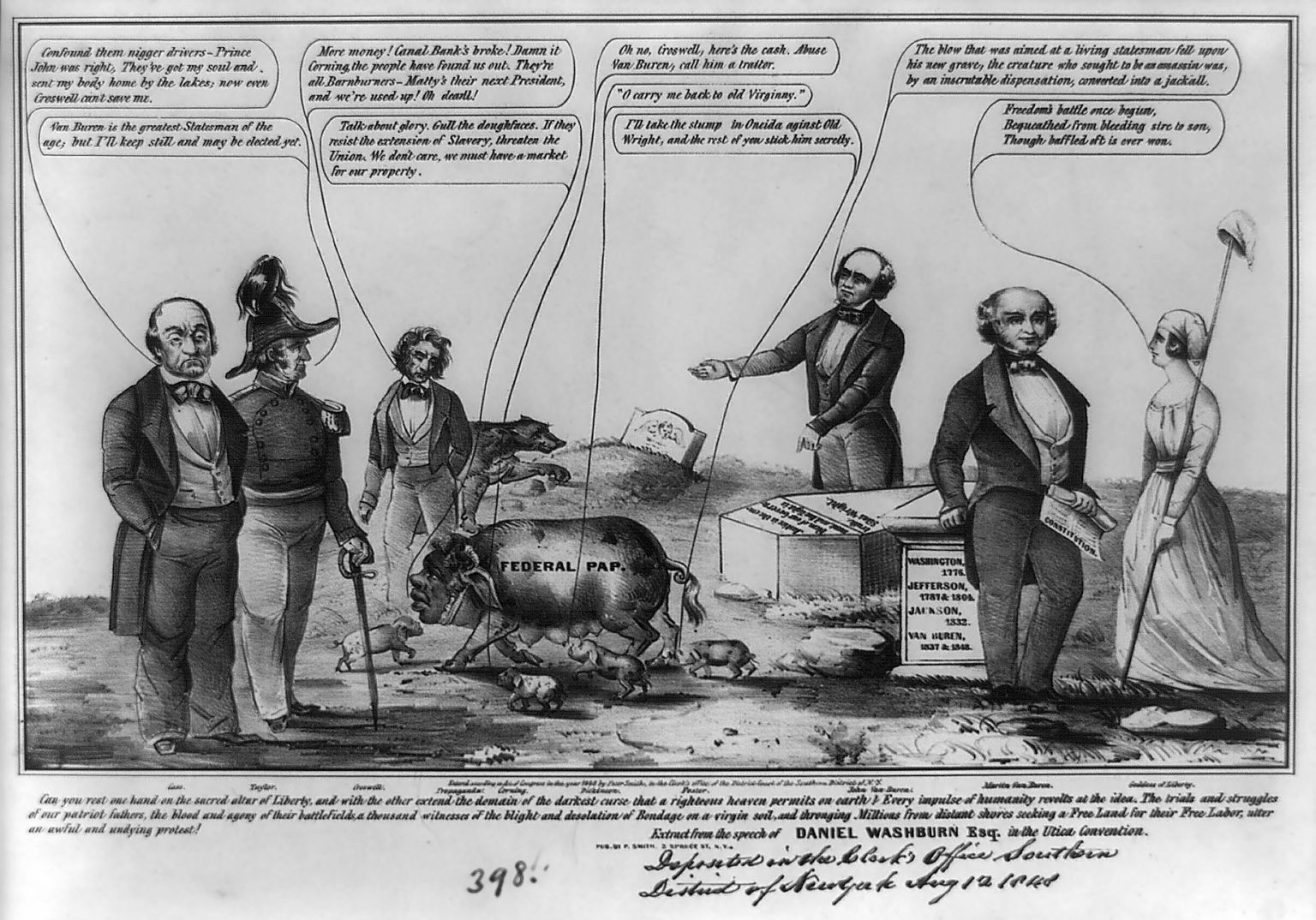
Una vignetta del 1848 per Martin Van Buren

Guidati da John Van Buren, figlio di Martin Van Buren, i Barnburner abbandonarono la Convention Nazionale Democratica del 1848 dopo che il partito nominò una lista composta dal senatore Lewis Cass del Michigan e dall'ex rappresentante William O. Butler del Kentucky; entrambi si erano opposti alla Wilmot Proviso. Poco dopo che i democratici nominarono Cass, un gruppo di Whig pianificò una convention di politici e attivisti antischiavisti nel caso in cui la Convention Nazionale Whig del 1848 avesse nominato il generale Zachary Taylor come presidente. Con il forte sostegno dei delegati degli stati schiavisti, Taylor sconfisse Henry Clay e vinse la nomination presidenziale dei Whig.
Nel frattempo, i Barnburners si riunirono a Utica nello stato di New York il 22 giugno; a loro si unirono un numero minore di Whig e Democratici provenienti da fuori New York. Sebbene inizialmente riluttante ad accettare la candidatura presidenziale, l'ex presidente Van Buren accettò la nomina presidenziale del partito. Van Buren sostenne la posizione secondo cui la schiavitù avrebbe dovuto essere esclusa dai territori acquisiti dal Messico, dichiarando inoltre la sua convinzione che la schiavitù fosse incompatibile con i principi della Rivoluzione. Con il sostegno della maggior parte dei delegati democratici, di circa la metà dei delegati Whig e di un piccolo numero di leader del Liberty Party, Van Buren sconfisse John P. Hale e vinse la nomination presidenziale del partito nascente. Per la vicepresidenza, il Free Soil Party nominò Charles Francis Adams Sr. il figlio più giovane del recentemente scomparso John Quincy Adams. Alcuni leader del Free Soil erano inizialmente ottimisti sul fatto che Van Buren potesse vincere una manciata di stati del Nord e forzare un'elezione contingente nella Camera dei Rappresentanti, ma Van Buren non vinse un singolo voto elettorale e raggiunse il 10,1% delle preferenze. Van Buren è stato il primo candidato di un terzo partito nella storia degli Stati Uniti a vincere almeno il dieci per cento del voto popolare nazionale.

### Elezioni presidenziali del 1852 e confluenza nel Partito Repubblicano
La Free Soil Convention dell'agosto 1852, tenutasi a Pittsburgh, nominò una lista composta dal senatore John P. Hale del New Hampshire e dall'ex deputato George Washington Julian dell'Indiana. Il partito adottò un piano elettorale che chiedeva l'abrogazione del Fugitive Slave Act e descriveva la schiavitù come "un peccato contro Dio e un crimine contro l'uomo". I leader di Free Soil preferirono nettamente Scott a Pierce, e Hale concentrò la sua campagna sulla conquista degli elettori democratici contrari alla schiavitù ma Hale vinse poco meno del 5% dei voti, ottenendo i risultati migliori in Massachusetts, Vermont e Wisconsin.
Dopo la sconfitta alle elezioni, il 30 maggio 1854, il presidente Franklin Pierce firmò una legge ufficialmente intitolata “An Act to Organize the Territories of Nebraska and Kansas” o più comunemente nota come "Kansas-Nebraska Act" il disegno di legge revocò gran parte del Compromesso del 1850 e aprì la porta all'estensione della schiavitù in Occidente consentendo ai residenti del Kansas e del Nebraska di votare per decidere se sarebbero entrati nell'Unione come stati liberi o schiavisti. Sconsolati da ciò molti membri del partito furono per la maggior parte assorbiti dal Partito Repubblicano nel 1854.

## Ideologia e posizioni
Il programma del 1848 denunciava apertamente l'istituzione della schiavitù, chiedendo al governo federale di svincolarsi da ogni responsabilità per l'esistenza e la continuazione della schiavitù abolendola in tutti i distretti e territori federali.
Il programma dichiarava: "Scriviamo sulla nostra bandiera 'Terra libera, libertà di parola, lavoro libero e uomini liberi', e sotto di esso continueremo a combattere, e combatteremo per sempre, finché una vittoria trionfale non ricompenserà i nostri sforzi". A differenza del Liberty Party, il programma del Free Soil Party non affrontava il problema degli schiavi fuggitivi o della discriminazione razziale, né chiedeva l'abolizione della schiavitù negli stati. Il partito si guadagnò tuttavia il sostegno di molti ex leader del Liberty Party chiedendo l'abolizione ovunque possibile, obiettivo principale del Liberty. Il programma elettorale inoltre richiedeva anche tariffe doganali più basse, tariffe postali ridotte e miglioramenti ai porti. La base del partito nel 1852 denunciò più apertamente la schiavitù e chiese anche il riconoscimento diplomatico di Haiti. Molti elettori del partito sostennero anche il movimento per la temperanza.

## Base elettorale

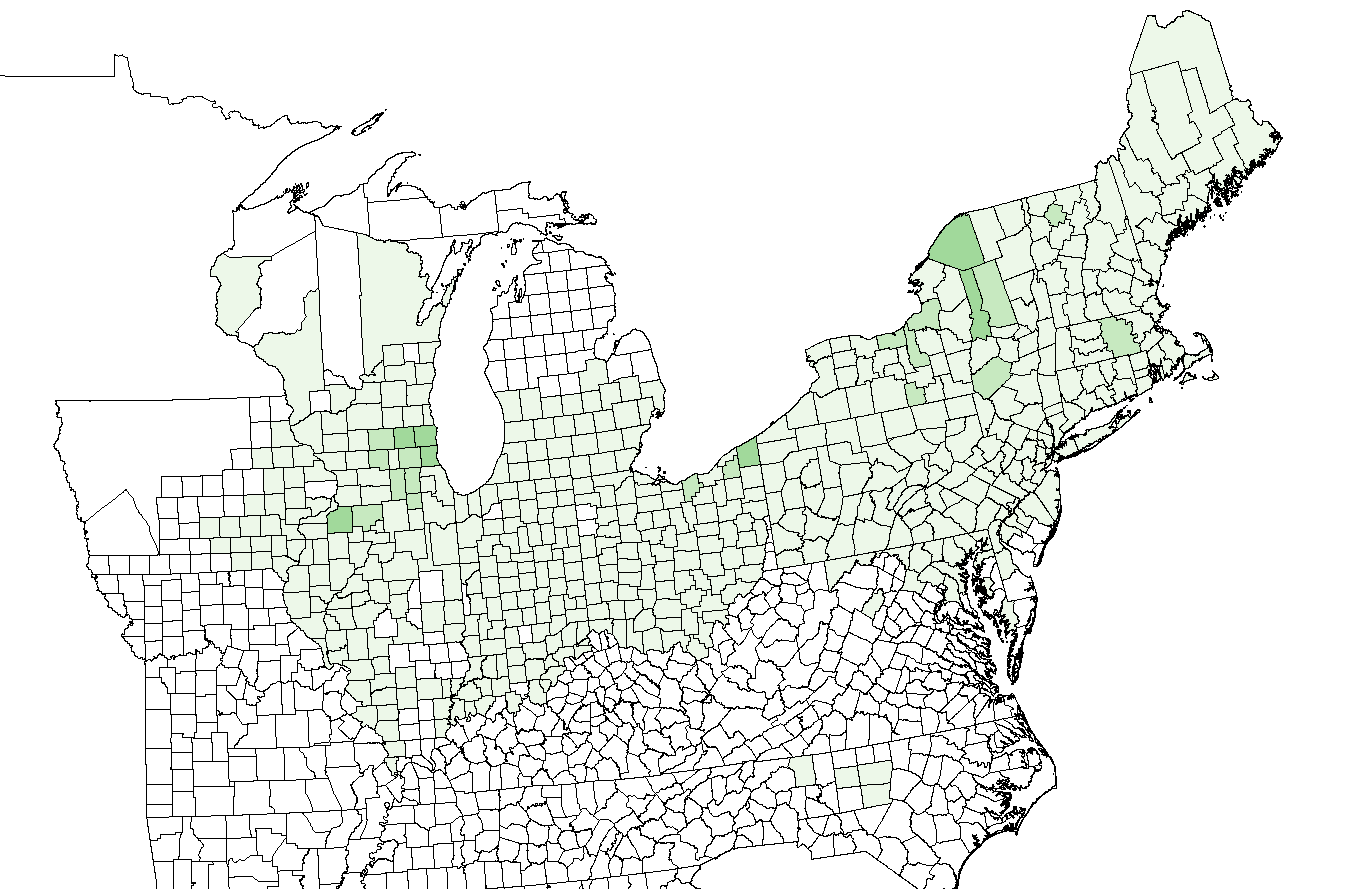
Prestazioni del Free Soil Party nelle elezioni del 1848; le tonalità di verde più scuro indicano un maggiore sostegno

Durante le elezioni del 1848, il Free Soil Party ottenne i risultati migliori nello stato di New York, nel Vermont e nel Massachusetts. Sebbene alcuni democratici abolizionisti trovassero Cass accettabile o si rifiutassero di votare per una lista con Charles Francis Adams, circa 3/5 del sostegno alla candidatura di Van Buren provenivano dai democratici. Circa un quinto di coloro che votarono per Van Buren erano ex membri del Liberty Party, sebbene un piccolo numero di membri del Liberty Party votò invece per Gerrit Smith. Tranne che nel New Hampshire e nell'Ohio, relativamente pochi Whig votarono per Van Buren, poiché i Whig erano avversi alla schiavitù come Abraham Lincoln, Thaddeus Stevens e Horace Greeley sostennero in gran parte Taylor.
Nel New England, molti sindacalisti e riformatori agrari sostenevano il Free Soil Party, sebbene altri considerassero la schiavitù una questione secondaria o fossero ostili al movimento antischiavista. Altri sostenitori del Free Soil Party erano attivi nel movimento per i diritti delle donne e un numero sproporzionato di coloro che parteciparono alla Convention di Seneca Falls era associato al partito. Una delle principali attiviste per i diritti delle donne, Elizabeth Cady Stanton, era la moglie del leader del Free Soil Henry Brewster Stanton e cugina del membro del Congresso del Free Soil Gerrit Smith.